# Barrali
Barrali (sardinsky: Barràbi) je italská obec (comune) v provincii Sud Sardegna v regionu Sardinie. Nachází se ve výšce 140 metrů nad mořem a má přibližně 1 100 obyvatel. Rozloha obce je 11,23 km².